# 安立甘習例
安立甘習例（英語：Anglican Use）又稱盎格魯習例、英國國教習例或聖公會習例，是天主教羅馬禮的一種派生禮拜儀式。指的是1980年代改宗天主教的部分美國安立甘宗（美國聖公會）牧區（parishes，在天主教翻譯為堂區）以特別堂區的模式歸屬天主教，並在此之下所使用的脫胎自聖公會傳統的天主教儀式。這些堂區使用安立甘宗《公禱書》（英語：Book of Common Prayer）改編的《崇拜聖書》（英語：Book of Divine Worship）作為禮儀用典籍。 

## 簡介
安立甘習例被劃分為拉丁禮的一個變體，而非如同東儀天主教會那樣形成一個獨立禮儀的教會團體。習例建立的主要目的是美國天主教為了供美國安立甘宗之前任神職人員及其信徒，於改宗天主教後仍然可以維持安立甘宗（聖公宗）使用之禮儀傳統，在獲得教廷同意下所建立的。
由安立甘宗改信天主教者，所組成的從屬教區的安立甘習例堂區（英語：Anglican Use parishes）神職人員來舉行基於《崇拜聖書》的儀式。另外教宗若望保祿二世允許安立甘宗已婚男性牧師改宗後，仍然可以循特例在獲特赦後被任命為天主教神父。

## 歷史
1980年6月20日，教宗若望·保祿二世下發敕令，允許美國天主教以「個別特例模式」接納已婚的前安立甘宗神職人員成為天主教的神父。

### 特別主教轄區
自教宗本篤十六世發表《聖公宗的結合》宗座憲令後，由安立甘宗改宗的信徒與神職人員得以選擇參與特別主教轄區這個專門保留安立甘習例及其他聖公宗傳統的天主教團體。現時，有三個特別主教轄區（英語：Personal Ordinariate）即在英國的沃爾辛厄姆聖母特別主教轄區、美國的聖伯多祿寶座特別主教轄區和澳洲的南十字聖母特別主教轄區。
雖然安立甘習例堂區和特別主教轄區都是接納自安立甘宗改宗的成員所形成的體制，但是在部分地方還是有所不同。像是安立甘習例堂區也是僅限於美國的特殊體制，而特別主教轄區則是允許在與各地的天主教主教團協商後就得以建立的安立甘宗傳統組織。

## 外部連結
- Letter of the Congregation for the Doctrine of the Faith communicating the pastoral provision
- Office of the Ecclesiastical Delegate for the Pastoral Provision （页面存档备份，存于）

在部分安立甘習例的傳統中被使用的坎特伯雷十字

- Anglican Use Society
- Unitatis Redintegratio （页面存档备份，存于）, Decree from Second Vatican Council
- A Place Has Been Prepared: "Anglican Use" Catholic Parishes (article)
- Historical documents on Anglican-Roman Catholic relations （页面存档备份，存于）

禮儀
- The Book of Divine Worship (BDW)
- Online version of Anglican Use Mass, Rite 1, according to the BDW
- Online version of the Daily Office from the BDW （页面存档备份，存于）
- Text of the Anglican Use Mass （页面存档备份，存于）